# Token Ring
Token Ring е вид технология за LAN мрежа, при която всички компютри са свързани последователно с кабел, така че се образува затворен кръг. Данните се предават последователно от един компютър към друг, докато стигнат до получателя. Това се извършва чрез маркер – (token), който представлява сигнал с дължина 3 байта и циркулира по кръга, като определя кой компютър е активен. В днешно време тази технология не е толкова популярна, както в миналото и е заменена от Ethernet и Wi-Fi.
Въпреки че за създател на LAN стандарта Token-Ring се счита IBM, той реално е патентован през 1967 г. от доктор Олаф Солдерблум в Швеция. IBM придобива технологията от д-р Солдерблум и с помощта на Texas Instruments я доразработва.
Излязлата по-късно спецификация IEEE 802.5 на стандарта, който дефинира Token Ring, е почти идентична и напълно съвместима с Token Ring мрежата на IBM. Понятието Token Ring се отнася както за разработката на IBM така и за IEEE 802.5.
Въпреки пълната съвместимост на Token-Ring и IEEE 802.5 мрежите, има и малки различия в спецификациите на двете технологии.
| IBM Token-Ring       | IEEE 802.5              |                         |
| Скорост на предаване | 4 или 16 Mbps           | 4 или 16 Mbps           |
| Станции/сегменти     | 260 (STP)/72(UTP)       | 250                     |
| Топология            | пръстен                 | не определя             |
| Медия                | усукана двойка          | не определя             |
| Сигнал               | baseband                | baseband                |
| Метод за достъп      | предаване на маркер     | предаване на маркер     |
| Кодиране             | диференциален Манчестер | диференциален Манчестер |

Token-Ring използва логическа топология token-passing (предаване на маркер), според която данните се предават само в една посока. Кръговата топология и предаването на маркера, осигуряват пренасянето на данните без риск от колизии (сблъсъци на пакетите информация), защото в даден момент само компютърът-притежател на маркера може да предава данни.

## Основни характеристики
- Всички компютри (станции) се свързват една след друга, като предават данни само в една посока. Предаващата двойка на всяко устройство се свързва към приемащата двойка на следващото устройство в кръга.
- Всяка станция се свързва директно във физическа звездообразна структура към централни концентратори (MAU). Целта на MAU е да запази функционалността на кръга чрез електрическо игнориране на неработещото устойство (когато станцията е изключена или блокирала). Станциите при Token Ring са директно свързани към MAU, които от своя страна могат да се свържат заедно в един голям кръг.
- Всяка мрежова карта на компютър (станция) работи като напълно функционален повторител (еднопосочен) като регенерира сигнала и извършва побитово повторение.
- Работи на скорост от 16 Mbps или 4 Mbps, но не и на двете едновременно (зависи от конфигурацията/типа на мрежовата карта. Всички устройства трябва да са съгласни със скоростта на кръга (ако всички станции в кръга могат/са конфигурирани да работят на скорост от 16 mbps тогава това е скоростта на кръга, ако дори само една карта не може или не конфигурирана за тази скорост, то кръга работи на 4 Mbps).

## Начин на функциониране
Token-passing мрежите (FDDI е другата такава мрежа) придвижват малък кадър, наречен маркер, по кръга. Притежанието на маркера дава право за предаване на данни. Ако станцията получила маркера няма информация за предаване, предава маркера на следващата станция в потока, като всяка станция може да задържи маркера за определен период от време.
Станция получила маркера и имаща информация за трансфер, го задържа и променя един бит в него, като го превръща в начало на кадър с данни, добавя информацията която трябва да се предаде и изпраща кадъра към следващата станция по кръга. Докато информационен кадър се придвижва по кръга няма маркер в мрежата (освен ако не се използва ранно освобождаване на маркера, обяснено малко по надолу), което означава че останалите станции имащи данни за предаване изчакват до освобождаване на маркера. Информационният кадър обикаля по кръга докато достигне станцията местоназначение, която го копира за обработка. Кадърът продължава да се движи по кръга докато достигне до станцията която го е изпратила. Тя проверява завръщащият се кадър за да разбере дали станцията местоназначение го е видяла и впоследствие копирала, след което го премахва и освобождава нов маркер.
Ако се поддържа ранно освобождаване на маркера, след предаването на информационния кадър излъчващата станция освобождава нов маркер който ”гони” кадърът с информация. Така или иначе в даден момент има само един маркер по кръга.
За разлика от CSMA/CD мрежите (като Ethernet) token-passing мрежите се определят като предвидими, което на практика означава че може да се изчисли максималният период от време който ще мине преди всяка станция да може да предава. Поради тази причина Token-Ring мрежите са идеални за приложения при които закъснението трябва да е предвидимо и надеждността на мрежовите операции е от първостепенно значение.
В Token-Ring мрежите се използва приоритетна система позволяваща на определени станции (избрани от администратора) да използват по-често мрежата. Всяко устройство има стойност на приоритет като колкото по-голяма е тази стойност, толкова по-често въпросният хост може да използва мрежата, ”предреждайки” станции с по-малък от неговия приоритет. Token-Ring кадрите имат две полета контролиращи приоритета, това са priority и reservation полетата.
Само компютри (станции) със стойност на приоритет по-голяма или равна на стойността на приоритет съдържаща се в маркера могат да го задържат и да предават данни. След като маркера е задържан и променен в информационен кадър, само станция с приоритет по-висок от този на изпращащата, може да си резервира маркера за следващото му преминаване по кръга. Станцията която увеличава стойността на приоритет на маркера е задължена да върне тази стойност в първоначалното и положение след като приключи с предаването на данните.
Мрежите изградени на база на технологията Token-Ring използват няколко механизма за засичане и справяне с грешките възникващи по време на работа. Една от станциите в мрежата се определя за „активен монитор“ (active monitor). Тази станция (произволно избрана, може да е всяка една) действа като централен източник на синхронизираща информация за всички останали в кръга и изпълнява различни функции свързани с управлението му. Една от тези функции например е отстраняването на кадри обикалящи продължително време по кръга. Това се получава когато станцията източник на данните отпадне от мрежата по различни причини (изключване, блокиране и др.), преди да отстрани информационният кадър който е излъчила. Примомняме че станцията източник има за задача да отсрани кадъра и да освободи нов маркер. Ако се получи горе описаната ситуация, то кадъра би продължил да се движи по кръга вечно, като ”заключи” мрежата за използване от другите станции. Станцията определена за активен монитор има за задача да засича и премахва такива кадри както и да освобождава нов маркер.
Token-Ring използва алгоритъм наречен beaconing за намиране и отстраняване на грешки. Когато станция засече сериозен проблем в мрежата (например прекъснат кабел), тя изпраща специален кадър наречен beacon frame, имащ за цел да определи областта на ”пропадане” на мрежата. Тази област обхваща всичко между станцията сигнализираща за пропадането и най-близкият и активен съсед нагоре в потока. Алгоритъмът стартира процес на самоконфигурация (autoconfiguration) при който крайните устройства от отпадналата област изпълняват автоматично диагностични операции и се опитват да преконфигурират мрежата с цел заобикаляне на отпадналата част. Практически MAU могат да постигнат това чрез електрическо преконфигуриране (игнориране на отпадналите станции).
Token-Ring и IEEE 802.5 поддържат два основни типа кадри – маркер и даннов/команден кадър. Маркерът е с дължина 3 байта и се състои от стартов разделител, байт за контрол на достъпа и краен разделител. Данновият/команден кадър е с различна дължина в зависимост от големината на информационното поле. Целта на данновите кадри е да пренасят информация предназнечена за протоколи от по-горен слой, докато командният кадър съдържа контролна информация и няма данни предназначени за протоколи от горните слоеве на OSI модела.
Станциите идентифицират сигнала като маркер, като проверяват състоянието на маркерния бит в полето за контрол на достъпа. Ако битът е 0 тогава това е кадър с маркер, ако е 1 – това е кадър с данни/команди. Когато имаме даннов/команден кадър, полето MAC/LLC следващо непосредствено след адреса на източника показва дали кадърът е команда или пренася данни (MAC – команда, LLC – данни).
| SD (стартов разделител) | AC (байт за контрол на достъпа) | ED (краен разделител) |

- Стартов разделител – предупреждава станцията за пристигане на кадър (маркер или даннов/команден)
- Байт за контрол на достъпа – съдържа поле за приоритет (3-те бита с най-голяма тежест), както и поле за резервация (3-те бита с най-малка тежест). Между тях се намират token бита (използван за разграничаване на маркера от кадър с данни/команда) и monitor бита (използван от станцията-„активен монитор“ за да определи дали кадърът обикаля безкрайно по кръга).
- Краен разделител – поредица от битове в края на маркера или даннов/команден кадър, указващ края на кадъра. Съдържа също и битове използвани за маркиране на ”развалени” кадри и определящи дали това е последен кадър от логическа последователност.

| SD | AC | FC | DA | SA | DATA | FCS | ED | FS |

- Стартов разделител (SD) – предупреждава станцията за пристигане на кадър (маркер или даннов/команден). Влючва сигнали който разграничават байта от останалата част от кадъра.
- Байт за контрол на достъпа (AC) – съдържа поле за приоритет (3-те бита с най-голяма тежест), както и поле за резервация (3-те бита с най-малка тежест). Между тях се намират token бита (използван за разграничаване на маркера от кадър с данни/команда) и monitor бита (използван от станцията, която е активен монитор, за да определи дали кадърът обикаля безкрайно по кръга).
- Байт за контрол на кадъра (FC) – показва дали кадърът съдържа данни или контролна информация. В контролните кадри този байт определя типа на контролната информация.
- Адрес на местоназначение и адрес на източник (DA и SA) – две 6 байтови адресни полета определящи източника и крайният получател на кадъра.
- Данни (DATA) – дължината на полето зависи пряко от времето за което станцията може да задържи маркера, съдържа данни предназначени за протоколи от по-горни слоеве.
- Проверка на последователността на кадрите (FCS) – съдържа стойност попълнена от станцията изпращач (след изпълнаване на алгоритъма Frame-Check Sequence) и зависеща от съдържанието на кадъра. Станцията получател изпълнява същият алгоритъм и сравнява стойностите за да определи дали кадърът е пострадал по време на пътуването му.
- Краен разделител (ED) – поредица от битове в края на маркера или даннов/команден кадър, указващ края на кадъра. Съдържа също и битове използвани за маркиране на ”развалени” кадри и определящи дали това е последен кадър от логическа последователност.
- Статус на кадъра (FS) – еднобайтово поле в края на кадъра, съдържащо индикатор за разпознаване на адрес (показващ дали местоназначението е ”познало” че кадърът е за него) и индикатор за копиране на кадъра (показващ дали местоназначението е копирало кадъра).